# Les Hommes volants
Cet article concerne la série télévisée. Pour les autres significations, voir Les Hommes volants (film).
Les Hommes volants (Ripcord) est une série télévisée américaine en noir et blanc de 76 épisodes de 26 minutes créée par Leon Benson, et diffusée entre le 3 juin 1961 et le 1er septembre 1963 en syndication.
En France, la série a été diffusée à partir du 2 octobre 1962 sur l'unique chaîne de la RTF, et au Québec à partir du 21 septembre 1963 à Télé-Métropole. Elle reste inédite dans les autres pays francophones.

## Synopsis
Cette série met en scène les exploits de deux instructeurs de parachutisme qui, lorsqu'ils n'enseignent pas, se lancent dans des missions de sauvetage spectaculaires, en sautant en parachute depuis leur avion Cessna.

## Distribution
- Larry Pennell : Ted McKeever
- Ken Curtis (VF : Yves Massard) : Jim Buckley

## Épisodes

### Première saison (1961-1962)
Le Parachutiste (The Sky Diver) : pilote de la série
1. Air Carnival
2. Airborne
3. Chuting Stars
4. Colorado Jump
5. The Condemned
6. Counter-Attack
7. Crime Jump
8. Dangerous Night
9. Death Camp
10. Derelict
11. Top Secret
12. Radar Rescue
13. Sierra Jump
14. The Silver Cord
15. Thoroughbred
16. Ransom Drop
17. Escape
18. Double Drop
19. The Financier
20. Sentence of Death
21. Desperate Choice
22. Diplomatic Mission
23. Hagen Charm
24. The Helicopter Race
25. High Jeopardy
26. Hi-Jack
27. The Human Kind
28. Jungle Survivor
29. Hurricane Charley
30. Elegy for a Hero
31. Cougar Mesa
32. Last Chance
33. Log Jam
34. Mile High Triangle
35. Millionaire Doctor
36. One for the Money
37. Para-Nurse

### Deuxième saison (1962-1963)
Note : Liste en ordre alphabétique.
1. Aerial Backfire
2. Among Those Missing
3. Chute to Kill
4. Day of the Hunter
5. Devil's Canyon
6. Expose
7. The Final Jump
8. Flight for Life
9. Flight to Terror
10. A Free Falling Star
11. Hostage Below
12. The Hunter
13. Infiltration
14. The Inventor
15. Jump or Die
16. Jump to a Blind Alley
17. Jump to Freedom
18. Man on a Mountain
19. The Last Chapter
20. The Losers
21. The Lost Ones
22. The Lost Tribe
23. Million Dollar Drop
24. The Money Mine
25. Panic at 10,000
26. Picture of Terror
27. A Present for Felipe
28. The Proud Little Man
29. Race Morgan: Bounty Hunter
30. Reprisal
31. Run, Joby, Run
32. Semper Paratus Any Time
33. The Suicide Club
34. The Trouble with Denny Collins
35. The Well
36. Where Do Elephants Go to Die?
37. Willie
38. Wrong Way Down